# Folly Beach
Folly Beach és una població dels Estats Units a l'estat de Carolina del Sud. Segons el cens del 2000 tenia 2.116 habitants.

## Demografia
Segons el cens del 2000, Folly Beach tenia 2.116 habitants, 1.060 habitatges i 489 famílies. La densitat de població era de 66,6 habitants/km².
Dels 1.060 habitatges en un 13% hi vivien nens de menys de 18 anys, en un 38% hi vivien parelles casades, en un 4,9% dones solteres, i en un 53,8% no eren unitats familiars. En el 33,6% dels habitatges hi vivien persones soles el 6,3% de les quals corresponia a persones de 65 anys o més que vivien soles. El nombre mitjà de persones vivint en cada habitatge era de 2 i el nombre mitjà de persones que vivien en cada família era de 2,51.
Per edats la població es repartia de la següent manera: un 10,9% tenia menys de 18 anys, un 13,6% entre 18 i 24, un 33,5% entre 25 i 44, un 29,6% de 45 a 60 i un 12,4% 65 anys o més.
L'edat mediana era de 41 anys. Per cada 100 dones de 18 o més anys hi havia 104,6 homes.
La renda mediana per habitatge era de 46.935$ i la renda mediana per família de 66.058$. Els homes tenien una renda mediana de 34.125$ mentre que les dones 30.075$. La renda per capita de la població era de 30.493$. Entorn del 4,6% de les famílies i el 12,5% de la població estaven per davall del llindar de pobresa.

## Poblacions més properes
El següent diagrama mostra les poblacions més properes.